# Eisenbahnunfall von Manchester (NY)
Bei dem Eisenbahnunfall von Manchester (NY) entgleiste am 25. August 1911 ein Zug auf einer Brücke bei Manchester, New York, USA. 28 Menschen starben.

## Unfallhergang
Die Eisenbahnbrücke führte über den Canandaigua. Auf der Strecke war kurz vor der Brücke eine Schiene aufgrund eines Materialfehlers gebrochen. Der vordere Teil des 14 Wagen langen Zuges passierte die Schadstelle noch ungehindert, aber ein Drehgestell des sechsten Wagens entgleiste. Das hatte zur Folge, dass auch alle anschließenden Wagen entgleisten und der siebte Wagen aus 12 Metern Höhe in den Fluss stürzte.